# Frans Timelin
Frans Gustaf Timelin, född den 2 augusti 1852 i Karlshamn, död där den 15 januari 1919, var en svensk jurist.
Timelin avlade mogenhetsexamen i Kristianstad 1874 och blev samma år student vid Lunds universitet, där han avlade examen till rättegångsverken 1878. Han blev vice häradshövding 1881. Timelin var häradshövding i Västerbottens västra domsaga 1895–1912 och i Bräkne härads domsaga från 1912 till sin död. Han blev riddare av Nordstjärneorden 1911.